# DVBViewer

DVBViewer

DVBViewer este un software comercial pentru PC care funcționează pe sistemele de operare Microsoft Windows și care permit redarea și înregistrarea semnalelor TV digitale. (DVB-T, DVB-S, DVB-C).
Din cauza cheltuielilor ridicate de distribuție, software-ul este disponibil doar cu plată pentru descărcare de pe pagina de pornire a producătorului. 
Cel mai important client este de DVBViewer TechniSat Digital GmbH, o companie germană care produce și vinde un set-top box și alte aparate digitale.
Potrivit dezvoltatorului, DVBViewer este primul software care redă transmisii în direct sau înregistrari programate prin H.264/MPEG-4 AVC.

## Caracteristici
- Poate reda DVD-uri și CD-uri
- Teletext
- Punerea în aplicare a sistemului de subtitrare DVB
- Ghid electronic de programe (EPG) pentru recepție DVB și ATSC
- Listă de canale favorite și canalele vizitate recent
- Suportul pentru telecomandă